# 梁嵩
梁嵩，潯州桂平（今广西桂平市）人，《十国春秋》误作潯州平南（今广西平南县，平南县属于龚州，当时被楚国控制）人，五代十国南汉状元。
他年轻时好学，善于声律，富有文藻。在县北山中建屋读书。白龍元年（925年），舉进士第一，仕至翰林學士。見南汉高祖多酷刑，于是不愿意做官，请求歸乡養母，獻上《倚門望子賦》来表明心志。高祖于是让他归去，赏赐都推辞不受，請蠲免潯州一歲丁賦，高祖皇帝听从。去世后，潯州人感念其德，每年祭祀不絶。一说梁嵩常乘白馬遊東壕墟，過河，溺水而死。